# Lampides madara
Lampides madara är en fjärilsart som beskrevs av Hans Fruhstorfer 1916. Lampides madara ingår i släktet Lampides och familjen juvelvingar. Inga underarter finns listade i Catalogue of Life.